# Eriocaulon alleizettei
Eriocaulon alleizettei là một loài thực vật có hoa trong họ Cỏ dùi trống. Loài này được Moldenke mô tả khoa học đầu tiên năm 1953.